# 漢諾威的索菲·多羅特婭
漢諾威的索菲·多羅特婭（德語：Sophie Dorothea von Hannover，1687年3月26日—1757年6月28日），英国公主和普鲁士王后。
索菲是英国国王乔治一世的幼女。她的哥哥是日后的乔治二世，两人的关系很差。
1706年，她与未来的普鲁士国王腓特烈·威廉一世结婚。腓特烈·威廉据说很喜欢索菲，但两人的性格不同大大影响婚姻生活。虽然如此，她先后生下14名孩子。